# Copterline
Copterline (auch Copterline Offshore) war eine finnische Fluggesellschaft mit Sitz in Helsinki und Basis auf dem Flughafen Helsinki-Malmi.

## Geschichte
Copterline wurde 1960 als Copter Action bzw. Helikopteripalvelu gegründet. 2000 bekam sie ihren heutigen Namen.
im Jahr 2004 wurden über 75.000 Passagiere befördert. Der am 22. Juni 2006 eingestellte Dienst wurde zwischen dem 25. März 2008 und dem 19. Dezember 2008 wieder aufgenommen.
Nach einem Eigentümerwechsel nahm das Unternehmen im Jahr 2008 den Liniendienst erneut auf, beendete ihn aber wieder im Dezember desselben Jahres. Die Passagierzahlen hatten – nicht zuletzt aufgrund der Wirtschaftskrise – nicht den Erwartungen entsprochen. Seit Januar 2009 konzentriert sich Coperline auf Rettungsflüge  von seinen Operationsbasen in Oulu, Vaasa und Joroinen. Am 12. August 2013 nahm Copterline wieder den regulären Linienbetrieb mit der Route Helsinki–Tallinn auf.

## Dienstleistungen
Copterline bot auch MedEvac- sowie SAR-Flüge an.

## Flotte
Mit Stand April 2017 besaß Copterline keine eigenen Hubschrauber. In der Vergangenheit wurden unter anderem AgustaWestland AW139, Bölkow Bo 105, Eurocopter EC135 P1 und Sikorsky S-76 C+ eingesetzt.

## Zwischenfälle
- Am 10. August 2005 stürzte ein Sikorsky S-76 C+ (Luftfahrzeugkennzeichen OH-HCI) auf Copterline-Flug 103 von Tallinn nach Helsinki nahe der Insel Naissaar aufgrund eines Servoausfalls in die Tallinner Bucht. Alle 14 Insassen kamen ums Leben.